# Azyl Arkham: Poważny dom na poważnej ziemi
Azyl Arkham: Poważny dom na poważnej ziemi (ang. Arkham Asylum: A Serious House on Serious Earth) – amerykańska powieść graficzna ze scenariuszem Granta Morrisona i ilustracjami Dave’a McKeana. Batman zostaje wezwany do stłumienia zamieszek, które rozgorzały w niesławnym Azylu Arkham – szpitalu psychiatrycznym, w którym osadzeni zostali najniebezpieczniejsi superzłoczyńcy z Gotham City. W placówce Mroczny Rycerz konfrontuje się z wieloma swoimi przeciwnikami, takimi jak Joker, Dwie Twarze czy Killer Croc. Po drodze odkrywa również historię powstania zakładu, jego założyciela Amadeusza Arkhama oraz nadprzyrodzone i niepojęte tajemnice nawiedzające posiadłość.
Powieść okazała się sukcesem sprzedażowym, jak również krytycznym, do dziś będąc uznawaną za jedną z najlepszych opowieści o Batmanie i jedną z najlepszych w karierze Morrisona. Krytycy określili narrację Morrisona i grafikę McKeana jako bardziej dorosłą, wyjątkową, zorientowaną bardziej na psychologię i horror niż w innych utworach o tym superbohaterze, inaczej podchodzącą też do wątków detektywistycznych. W późniejszym czasie opowieść przedstawiona w komiksie uznana została za kanoniczną genezę Azylu Arkham, stanowiącego ważne miejsce w uniwersum Batmana. Powieść miała również wpływ na gry komputerowe z serii Batman: Arkham, a przede wszystkim na jej pierwszą część – Batman: Arkham Asylum z 2009 roku.

## Fabuła
1 kwietnia komisarz Gordon informuje Batmana, że dowodzeni przez Jokera osadzeni z Azylu Arkham przejęli władzę nad placówką, grożąc zamordowaniem personelu, jeżeli Batman nie zgodzi się na spotkanie z nimi. Wśród zakładników są dyrektor szpitala, doktor Charles Cavendish, i terapeutka Ruth Adams. Na miejscu Batman odkrywa, że terapia Adams wpłynęła na zmianę kondycji psychicznej Dwóch Twarzy, który zastąpił swoją ikoniczną monetę sześciościenną kostką, a potem talią tarota. Zamiast spodziewanego efektu – poprzez danie mu większej liczby opcji miał zacząć samodzielnie podejmować wybory, a nie zostawiać wszystko przypadkowi – stał się niezdolny do podejmowania nawet najbardziej błahych decyzji, np. czy pójść do toalety.
Joker zmusza Batmana do gry w chowanego, dając mu godzinę na opuszczenie Arkham, zanim złoczyńcy zaczną na niego polować. Przemierzając placówkę Mroczny Rycerz napotyka Clayface’a, Doctora Destiny, Stracha na Wróble, Szalonego Kapelusznika, Maxiego Zeusa i Killer Croc. Dociera do tajnego pomieszczenia w wieży, gdzie znajduje Adams trzymaną jako zakładniczkę przez Cavendisha. Okazuje się, że to on zorganizował zamieszki, a na pytanie o swoje motywy nakazuje Batmanowi przeczytać dziennik założyciela zakładu, Amadeusza Arkhama.
W retrospekcjach przedstawiona zostaje przeszłość Arkhama, którego chora umysłowo matka, Elizabeth, cierpiała na urojenia, w których dręczył ją nadprzyrodzony byt. Widząc na własne oczy owo stworzenie – którym okazał się nietoperz – Amadeusz zabił matkę z litości i wyparł to wspomnienie. Powróciło ono, kiedy jeden z osadzonych – Martin „Mad Dog” Hawkins – zgwałcił i zamordował jego córkę i żonę. Cierpiąc na traumę, Arkham obiecał rozprawić się ze złym duchem „Nietoperza” za pomocą magii. Podczas sesji elektrowstrząsów zabił Hawkinsa i nie porzucił swojej misji nawet wtedy, kiedy sam został osadzony w założonym przez siebie zakładzie, w którym ostatecznie zmarł.
Cavendish uwierzył, że jego przeznaczeniem jest kontynuowanie pracy założyciela Azylu. W prima aprilis – dzień śmierci Arkhama – wypuścił więźniów i zwabił Batmana, wierząc, że jest złem, o którym pisał jego poprzednik. Oskarża Mrocznego Rycerza o „dokarmianie” zakładu poprzez sprowadzanie do niego kolejnych chorych na umyśle przestępców. Wywiązuje się pomiędzy nimi walka, zakończona przez Adams podcinającą Cavendishowi gardło, żeby uratować Batmana.
Batman wyważa frontowe drzwi placówki, ogłaszając, że więźniowie są wolni. Zwraca Dwóm Twarzom jego monetę, pozwalając mu zdecydować o jego losie. Przestępca oznajmia, że jeśli moneta upadnie zarysowaną stroną do góry, Batman zginie, a jeśli czysta, będzie wolny. Po rzucie monetą pozwala odejść Batmanowi, któremu na pożegnanie macha Joker. Kiedy do Azylu przybywa policja, Dwie Twarze spogląda na monetę, która w rzeczywistości upadła zarysowaną stroną, i przewraca domek z kart tarota.

## Proces powstawania

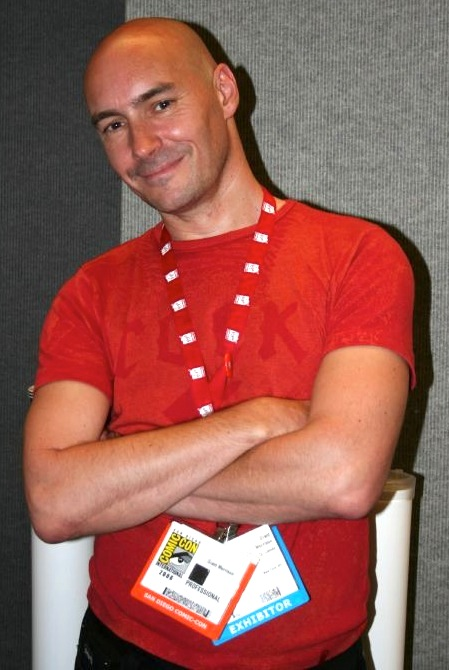
Grant Morrison, scenarzysta Azylu Arkham.

Azyl Arkham jest pierwszą powieścią graficzną o Batmanie stworzoną przez Morrisona, który w późniejszym czasie przyznał, że pierwotnie miał to być początek jego własnej sagi o tej postaci. Podtytuł Poważny dom na poważnej ziemi nawiązuje do ostatniej stanzy wiersza Philipa Larkina Chodzenie do kościoła: „Dom to poważny, stoi na ziemi poważnej. / To w nim schodzą się wszystkie człowiecze potrzeby, / Tam każda, już poznana, przyobleka szatę / Celu”.
W piętnastą rocznicę premiery komiksu wydana została jego rozszerzona wersja, uzupełniona o pełny scenariusz, w którym Morrison analizuje i wyjaśnia wiele użytych przez siebie symbolicznych odniesień. Wprowadzenie opisuje genezę pracy Morrisona, który był zafascynowany krótkimi ustępami dotyczącymi historii Azylu Arkham napisanymi przez Lena Weina na potrzeby Who’s Who in the DC Universe. Ostatecznie zdecydował się wykorzystać motyw tragedii Amadeusza Arkhama jako część swojego scenariusza. Inspiracją były również Powrót Mrocznego Rycerza Franka Millera i Strażnicy Alana Moore’a, których to autorów Morrison podziwiał za umiejętność przesunięcia granic fabuły w komiksach, a chcąc przedstawić swoją wizję Batmana, starał się odwzorować ich styl.

### Motywy i stylistyka
Azyl Arkham odgrywa dużą rolę w tym, jak osadzeni w nim więźniowie postrzegają własne szaleństwo. Szalony Kapelusznik stwierdza: „Czasami wydaje mi się, że Arkham to głowa. Jesteśmy wewnątrz ogromnej głowy, która wyśniła nas do życia” oraz że zakład to „zwierciadło”, które pokazuje wytwory ich skrzywionej psychiki. Morrison postanowił opowiedzieć historię poprzez wyraźnie zauważalne odniesienia, także stylistyczne, do europejskiej kinematografii, celowo odrzucając pulpowe inspiracje oryginalnego Batmana, jak również motywy z kina amerykańskiego. Do zobrazowania, jak działa szaleństwo w Azylu Arkham, wykorzystał symbolikę i motywy horroru psychologicznego, nawiązując m.in. do Lewisa Carrolla, Carla Junga i Aleistera Crowleya, zaś stylistycznie do Jana Švankmajera czy Jeana Cocteau. Jako środek popychający fabułę do przodu wykorzystał hipostazę, terapię psychoanalityczną i archetypy Junga.
Motywy psychologiczne przeciwników Batmana zostały zmienione względem tego, jak przedstawiano je w innych komiksach. Przykładowo, Maxie Zeus ma obsesję na punkcie rażenia elektrycznością i koprofagii; Clayface – ze względu na brak odpowiedniego żywienia – marnieje i opisywany jest jako „AIDS na dwóch nogach”; u Szalonego Kapelusznika zauważalne są podteksty pedofilskie, z kolei Amadeusz Arkham i Charles Cavendish przejawiają skłonności do cross-dressingu. Sam Batman im bardziej zagłębia się w placówkę, tym bardziej zbliża się do załamania. Kondycja psychiczna Jokera przedstawiona została jako „superpoczytalność”: codziennie wymyśla siebie samego na nowo, żeby dopasować się do okoliczności; w jednej chwili może być nieszkodliwym żartownisiem, a w następnej obłąkanym zabójcą. W jego kreacji zawarto elementy homoseksualne, niebezpośrednio sugerując, że jest zakochany w Batmanie. W edycji z przypisami Morrison wyjaśnił, że początkowo Joker miał parodiować Madonnę, nosząc jej makijaż i czarną bieliznę, jednak redaktorzy DC usunęli ten wątek, obawiając się, że czytelnicy mogą uznać, że Jack Nicholson w Batmanie Tima Burtona wciela się w trasnswestytę.
Morrison wyjaśnił, że koncept symboliczny właściwy jest wyłącznie dla tej konkretnej opowieści, a jego następne projekty z Batmanem nie będą już utrzymane w takim tonie. Według niego, Batman przedstawiony w Azylu Arkham stanowi krytykę tego, jak postać tę interpretowano w latach 80. – „jako gwałtownego, nawiedzonego i działającego na krawędzi prawa psychopatę”.

### Oprawa graficzna
Dave McKean stworzył rysunki i okładkę, podczas gdy Morrison dostarczył rozkład kadrów jako wzór odnośnie do tego, jak poszczególne panele na każdej stronie powinny ze sobą współgrać. McKean odrzucił standardowe komiksowe ilustracje, twierdząc, że nie lubi techniki polegającej na przesadnym przywiązaniu do detali, mającej sprawiać, że każdy panel jest spójny z dymkami. Stwierdził, że „przemalowane, bogate ilustracje na każdym panelu nie sprawdziły się, utrudniając opowiadanie historii”. Zamiast tego połączył ze sobą malowidła, rysunki, fotografię i collage'e, żeby uzyskać efektowne projekty stron, podkreślające symbolikę. Swobodnie posługiwał się symboliką, obrazowaniem i surrealizmem, w wielu scenach wykorzystując symbole do zaakcentowania psychologicznego podtekstu. Przykładowo, na drzwiach komory elektrowstrząsowej Maxiego Zeusa widać wydrapany napis grecki oznaczający „odkryj samego siebie”. Znaczna część symboliki została później objaśniona i rozszerzona w scenariuszu z notatkami.
Morrison przyznał, że osobiście wolałby, gdyby za rysunki odpowiadał Brian Bolland, ponieważ bardziej preferuje jego styl, zaprezentowany chociażby w Zabójczym żarcie. Stwierdził, że nie był zadowolony z tego, że McKean odszedł od typowo komiksowej stylistyki, ponieważ bardziej pasowałaby ona do opowiadanej historii. Skrytykował decyzję o postawieniu na bardziej abstrakcyjne panele, które jego zdaniem nie oddają „najbardziej przerażających wyrazów rzeczywistości”, zaś dysonans pomiędzy warstwą symboliczną w jego scenariuszu i grafikach McKeana jest największą słabością Azylu Arkham. McKean miał pewien wpływ na scenariusz, chociażby nalegając na usunięcie Robina, ponieważ wolał całkowicie skupić się na przerażającej atmosferze szpitala, nie marnując czasu na zbędne sceny rozgrywające się poza nim. Morrison odniósł się do sugestii McKeana, usuwając Robina i zwiększając liczbę stron – ostatecznie powstało ich 120 zamiast 64.
Komiks chwalony był również za charakterystyczne liternictwo Gaspara Saladiana, w tym przede wszystkim za to, że każdej z postaci przypisany był osobny font. Po premierze Azylu Arkham praktyka taka rozpowszechniła się, zwłaszcza w komiksach DC z linii Vertigo oraz w tytułach Marvela. W komiksie zastosowano również różne dymki dla poszczególnych postaci: do Batmana przypisane zostały czarne z białymi literami, do Maxiego niebieskie z greckim fontem, podczas gdy dialogi Jokera nie mają dymków wcale, zamiast tego pojawiają się czerwone, przywodzące na myśl rozlany atrament, litery.

### Reedycje rocznicowe
Wznowienie z października 2005 roku, wydane z okazji piętnastolecia powstania komiksu, uzupełnione zostało o krótkie biografie Morrisona i McKeana, podziękowania dla osób zaangażowanych w tworzenie pierwszej edycji, pełny scenariusz z notatkami Morrisona, jego szkice oraz posłowie Karen Berger. W listopadzie 2014, z okazji ćwierćwiecza, wydano kolejne wznowienie, w stosunku do wcześniejszego uzupełnione m.in. o wstępne szkice McKeana i materiały promocyjne z lat 80. i 90. W październiku 2019, z okazji trzydziestolecia komiksu, pojawiło się Absolute Edition, przy którym współpracował McKean. Na jego potrzeby zmienił on kolor dialogów Jokera z czarno-białych na bordowe, co od zawsze było jego zamiarem, jednak projekt ten został zmieniony podczas finalizowania prac nad pierwszym wydaniem. W reedycji znalazło się też większość materiałów dodatkowych z wydań z okazji 15. i 25. rocznicy. Nowymi dodatkami był szczegółowy opis, jak McKean projektował pierwowzór oraz kilka dodatkowych wczesnych szkiców i materiałów promocyjnych. W czerwcu 2020 pod szyldem DC Black Label wydano nowe wydanie w wersji w miękkiej okładce. W październiku 2021 wprowadzono wydanie w twardej oprawie, zawierające zmiany wprowadzone w edycji z okazji trzydziestolecia, zachowując materiały dodatkowe z 25th Anniversary.

## Odbiór
Po premierze Azyl Arkham stał się sukcesem kasowym, sprawiając, że nazwiska Morrisona i McKeana stały się popularne w branży komiksowej. Redaktorka DC Comics Karen Berger ujawniła, że do 2004 roku sprzedało się „blisko pół miliona egzemplarzy”, co czyni tytuł najlepiej sprzedającym się oryginalnym komiksem superbohaterskim w Stanach Zjednoczonych. Według Morrisona, na całym świecie sprzedano ponad sześćset tysięcy kopii.
Hilary Goldstein z IGN Comics chwalił fabułę i „klaustrofobiczne” przedstawienie szpitala, twierdząc, że „Azyl Arkham różni się od każdego innego Batmana, którego czytaliście, [a zarazem jest] jedną z najlepszych opowieści o superbohaterach”. Goldstein umieścił również Azyl Arkham na piątym miejscu dwudziestu siedmiu najlepszych komiksów o Batmanie – za Zabójczym żartem, Powrotem Mrocznego Rycerza, Rokiem pierwszym i Długim Halloween. Magazyn „Rolling Stone” chwalił Poważny dom jako najlepszą pracę Morrisona, określając ją mianem „przełomowej powieści graficznej” z „ponurymi, pokręconymi grafikami”, jak również „mrocznie poetyckiej, psychologicznie bogatej opowieści”. Joseph Szadkowski z „The Washington Times” uznał Azyl Arkham za „jedną z najważniejszych historii w bibliografii Batmana”. Keith Dooley z Comics Authority uznał komiks za „wstrząsający psychologicznie i wizualnie (...) prowadzący czytelnika wraz z Amadeuszem Arkhamem i Batmanem w podróż po ich psychice w świecie pełnym symboliki”. Dodał również, że „Batman, jego wrogowie i cała ludzkość mają ogromną styczność z symboliką, a ta fikcyjna opowieść uzmysławia czytelnikowi, że w wielu aspektach jest również jego opowieścią”. Lucas Siegel z Newsaramy opisał grafikę jako „uderzającą, piękną i niepokojącą”.
W późniejszym ujawnił, że wczesna wersja scenariusza Azylu Arkham była bez jego wiedzy przekazywana do oceny osobom zawodowo zajmujących się komiksem. Większość z nich stwierdziła, że mocny nacisk położony na symbolikę i elementy horroru psychologicznego były nie tylko pretensjonalne, ale i komiczne; wielu wyśmiało scenariusz. Pomimo pozytywnego odbioru pierwszego wydania, Morrison był zdziwiony, że za sukcesem komiksu stały rysunki, które podobały się czytelnikom bardziej niż historia. Najbardziej krytykowano zbyt duży nacisk położony na symbolizm, który dla wielu był trudny do zrozumienia. Niektórzy uznali Poważny dom na poważnej ziemi za „najbardziej pretensjonalny utwór o Batmanie”, w którym historia nie pasuje do oprawy artystycznej. Morrison uparcie bronił wszystkich kontrowersyjnych elementów, twierdząc, że głównym problemem był McKean, który nie chciał podporządkować się pierwotnemu pomysłowi. Obaj zupełnie inaczej postrzegali tę samą opowieść, „kłócili się ze sobą odnośnie do symboliki w scenariuszu i grafice” – rozbieżne podejście miało stanowić największą słabość ich współpracy. Morrison stwierdził, że gdyby zachowano pierwotny pomysł, całość byłaby bardziej spójna. Korzystając ze wznowienia z okazji piętnastolecia komiksu, uzupełnił go o oryginalny scenariusz i adnotacje, mające wzmocnić i wyjaśnić przekaz opowieści

## Kontynuacja
Podczas San Diego Comic-Con w 2017 roku Morrison ogłosił, że pracuje nad kontynuacją komiksu, wstępnie zatytułowaną Azyl Arkham 2. W projekt zaangażowany jest rysownik Chris Burnham, który współpracował z Morrisonem przy Batman Incorporated. Autor przedstawia kontynuację jako thriller w stylu Luca Bessona, mający rozgrywać się w stworzonej przez Morrisona alternatywnej linii czasowej, gdzie Batmanem zostaje dorosły syn Bruce’a Wayne’a – Damian. Według wstępnych założeń historia ma być rozpisana na sto dwadzieścia stron, nie jest jednak znana data premiery. W październiku 2020 Morrison stwierdził, że prace nad kontynuacją zostały wstrzymane ze względu na jego zobowiązania przy serialu Nowy wspaniały świat, narysował jednak dwadzieścia sześć stron i wyraził chęć kontynuowania. Dodał również, że ciąg dalszy charakteryzował będzie się zupełnie innym tonem, zbliżonym do twórczości Philipa K. Dicka.

## Odniesienia w innych mediach
W Batmanie: Początku (2005) wejście Jonathana Crane’a do celi w Azylu Arkham z Rachel Dawes nawiązuje do przedstawionej w komiksie sceny z Jokerem i Batmanem. Interpretacja Jokera w wykonaniu Heatha Ledgera w kontynuacji filmu, Mroczny Rycerz (2008), była mocno inspirowana Azylem Arkham. Ledger otrzymał kopię powieści jako odniesienie do przygotowania do roli, „naprawdę starał się ją przeczytać, ale nie podołał”. Jay Oliva, reżyser animacji Batman: Mroczne czasy (2016), wyraził chęć wyreżyserowania filmowej adaptacji Poważnego domu na poważnej ziemi, odszedł jednak z Warner Bros. Animation w 2017 roku, przed rozpoczęciem prac nad takową.
Komiksem inspirowali się twórcy gry komputerowej Batman: Arkham Asylum, dzielącej z nim nazwę oraz podobne założenie fabularne. Chociaż reżyser gry, Sefton Hill, stwierdził, że komisu Morrisona nie da się zaadaptować na grę komputerową, to główną dla niej inspiracją był jego ton i balansowanie na krawędzi poczytalności. W grze nowy naczelnik placówki, Quincy Sharp, uważa się za reinkarnację Amadeusza Arkhama, często odnosząc się do historii szpitala przedstawionej w komiksie, w tym m.in. do demencji jego matki, zamordowania jego żony i córki przez Martina Hawkinsa, jak również do zamordowania przez niego samego Hawkinsa. Pod wpływem swoich urojeń Sharp „nawiedza” rezydencję, odtwarzając kilka scen z komiksu, w tym celę, w której Arkham napisał na podłodze swoje imię.